# Netpgp
netpgp este un proiect BSD licențiat bazat pe OpenPGP SDK care oferă semnarea, verificarea, criptarea, și decriptarea fișierelor. De asemenea acesta vine cu netpgpkeys o unealtă pentru mânarea cheilor.  Netpgp e un înveliș de nivel mai înalt și o îmbunătățire asupra OpenPGP SDK librarie scrisă de Ben Laurie și Rachel Willmer.  API-ul public al OpenPGP SDK e ascuns expunând o interfață simplă pentru criptare și decriptare precum și generarea și verificarea signaturelor digitale.
netpgp a fost inclus în distribuția NetBSD în Mai 2009 și în MidnightBSD în Iunie 2009.